# Rashnica
Rashinca (albanska: Rashincë/a, (serbiska: Rašince,) är en by i Kosovo. Den ligger i kommunen Shtime. Enligt den senaste folkräkningen år 2011 fanns det 992 invånare.

## Demografi
| Demografi | 2011 |
| --------- | ---- |
| albaner   | 992  |